# Helium-3
Helium-3 of 3He is een stabiele isotoop van helium, een edelgas. Helium-3 komt, naast helium-4, in de natuur voor. De abundantie is echter zeer laag: ongeveer 0,000 137% van alle heliumatomen is helium-3 en daardoor is helium-3 erg kostbaar. Het wordt gebruikt bij onderzoek naar kernfusie.

## Geschiedenis
Het bestaan van helium-3 werd voor het eerst voorgesteld in 1934 door de Australische kernfysicus Mark Oliphant, gebaseerd op een experiment in het Cavendish-laboratorium (Universiteit van Cambridge). Dit experiment, waarbij deuteriumkernen met hoge snelheid op elkaar werden afgeschoten, was de eerste demonstratie van een kernfusie.
Oorspronkelijk werd gepostuleerd dat helium-3 radioactief zou zijn. Dit werd in 1939 ontkracht doordat het bij een cyclotronexperiment werd aangetoond in een monster natuurlijk voorkomend helium (dat voornamelijk uit helium-4 bestaat). Ondanks het feit dat de abundantie ongeveer 10.000 keer kleiner is dan die van helium-4, kon het daadwerkelijk worden aangetoond. Dit impliceerde dat het een stabiel isotoop zou moeten zijn.

## Voorkomen
Helium-3 komt voor als primordiaal nuclide dat wegens diens lage atoommassa via de aardatmosfeer ontsnapt naar de ruimte. Op Aarde wordt het voornamelijk in de aardmantel teruggevonden, in concentraties van 200 tot 300 ppm (ten opzichte van helium-4). In de aardkorst is de concentratie aanzienlijk kleiner: 1 tot 15 ppm.
Er is echter meer aanwezig op de maan, aangevoerd door miljarden jaren zonnewind en ingesloten in de bovenste laag regoliet. Daar zijn de hoeveelheden echter ook nog laag (28 ppm van regoliet is helium-4 en 1 ppb tot 50 ppb is helium-3)
Helium-3 wordt gezien als een tweede generatie brandstof voor kernfusie in hypothetische centrales, maar dergelijke installaties zijn nog zeer vroeg in hun stadium van ontwikkeling — vooral omdat de eerstegeneratiefusiereactoren nog niet eens in gebruik zijn.
Het is tevens een kosmogeen nuclide dat geproduceerd wordt wanneer lithiumatomen worden beschoten met neutronen. Deze neutronen kunnen zowel ontstaan door spontane splijting als door kosmische straling.

## Vorming
Helium-3 wordt gevormd door de kernfusiereactie tussen twee deuteriumnucliden:
{\displaystyle {\ce {^2_1H\ +\ ^2_1H\ ->\ ^3_2He\ +\ ^1_0n}}}
Op Aarde komt deze reactie echter niet voor. Helium-3 wordt gevormd door protonemissie uit lithium-4:
{\displaystyle {\ce {{^{4}_{3}Li}->{^{3}_{2}He}+\,p^{+}}}}
Verder wordt het gevormd door bètaverval van tritium:
{\displaystyle {\ce {{^{3}_{1}H}->{^{3}_{2}He}+{e^{-}}+{\bar {\nu }}_{e}}}}

## Detectie van neutronen
Helium-3 is een belangrijke isotoop in de kernfysica, omdat het kan werken als neutrondetector. Een neutron wordt namelijk met helium-3 geconverteerd in een proton en tritium, dat met een geigerteller gedetecteerd kan worden:
{\displaystyle {\ce {^1_0n\ +\ ^3_2He\ ->\ ^3_1H\ +\ ^1_1H}}}
Tijdens de reactie komt een aanzienlijke hoeveelheid energie vrij: 764 keV.
2He · 3He · 4He · 5He · 6He · 7He · 8He · 9He · 10He